# Лангли, Терье
Терье Бьярте Лангли (норв. Terje Bjarte Langli) (род. 3 февраля 1965 года в г. Стейнхьер, Нур-Трёнделаг) — норвежский лыжник, олимпийский чемпион 1992 года в эстафете, трёхкратный чемпион мира.

## Спортивная карьера
Высшим достижением Терье Лангли на Олимпийских играх стала победа на олимпиаде 1992 в составе эстафеты 4×10 км. Там же в Альбервиле он завоевал бронзовую медаль в индивидуальной гонке на 30 км. Принимал участие в Олимпийских играх 1988 года в Калгари.
На чемпионатах мира Терье Лангли дважды становился чемпионом мира в эстафетных гонках в 1991 и 1993 годах и один раз выиграл индивидуальную гонку на 10 км на чемпионате мира 1991 года в Валь-ди-Фьемме.
На этапах Кубка мира на его счету 2 победы и 4 подиума в личных гонках.